# Gintberg på kanten
Gintberg på kanten er en dansk dokumentarserie af DR med Jan Gintberg som vært. Programmet går ud på, at Jan Gintberg tager ud og besøger "Danmarks randområder" eller "Udkantsdanmark" i form af byer eller øer, som ligger langt væk fra tætbefolkede civilisationer som Hovedstadsområdet og Østjylland. Jan Gintberg bliver ved disse steder i 48 timer, hvor at han tager rundt og besøger personer, attraktioner og virksomheder. Til sidst laver han et standupshow hvor han laver grin med stedet og de ting, som han har besøgt. I den sæson 3 valgte han dog, at besøge institutioner i den offentlige sektor, hvilket han også gjorde i sæson 4. Programmet blev vist på DR1 og genudsendt på nogle af de andre af DR's kanaler, hvor heraf kan nævnes DR2, DR HD og DR3.
Gintberg på Kanten har haft komikeren Jan Gintberg som vært i alle sæsoner. Alle episoderne har foregået i Kongeriget Danmark undtagen tre, nemlig Den Europæiske Union, hvor Jan Gintberg var i Bruxelles i Belgien, en episode, hvor han besøgte Fuengirola i Spanien, og episoden om Danida, hvor Gintberg var i Tanzania. Der er i alt 9 sæsoner. Desuden har der været en episode om slaget ved Dybbøl i anledningen har 150 års dagen. 
Formatet med at tage ud i yderkanten, og derefter at lave et standupshow er blevet solgt til en række lande. Disse lande indbefatter blandt andet Spanien, Norge og Canada.

## Sæsoner
Gintberg på Kanten har fem sæsoner, hvoraf de to første er om Udkantsdanmark og den tredje og fjerde er om den offentlige sektor og den femte er om forstæderne

### Sæson 1
| Nr. i serie | nr. i sæson | Sendedato      | Sted                                         | Beskrivelse |
| ----------- | ----------- | -------------- | -------------------------------------------- | --- |
| 1           | 1           | 3. marts 2011  | Hirtshals i Nordjylland.                     | Her besøger han den lokale købmand Hirtshals Ny Indkøb, hvor han blandt andet gør grin med et par lange mandeunderbukser med ekstra stor gylp. Han besøger også Nordjysk Lastbilsnostalgi og hilser på nogle normænd fra Stavanger, som har taget til Hirtshals via Fjord Line for at købe kød hos den lokale Slagter Winther. Jan Gintberg tager til slut til Nordsøen Oceanarium for at se på den berømte klumpfisk. |
| 2           | 2           | 10. marts 2011 | Højer ved den danske grænse i Sønderjylland. | I Højer startede han hos den lokale brandstation, som bliver styret af frivillige brandfolk. Efter dette fortsatte han videre til brandorkestret og så videre til en konflikt mellem de to slagtere Højer Pølser og Marsk Pølser. Han besøger også den lokale idrætshal, hvor han, til stor undring, bemærker, at hallen har persiske tæpper hængende på væggene. Jan Gintberg tager så til sidst ud til grænsen mellem Danmark og Tyskland, hvor han også hopper over sumpefloder med en såkaldt klug. |
| 3           | 3           | 17. marts 2011 | Nysted på Lolland                            | I starten besøgte Hilmar's Grill, Cykler og Audio, hvilket er en pølsevogn, hvor man både kan købe hotdogs og diverse former for maskindrevne cykler og havetraktorer. Lollands mange roermarker bliver også set. Jan Gintberg besøger også Leo Thorsen, som er tidligere borgmester for Nysted Kommune og tidligere bryder, som havde brugt 500.000 kroner på et klokkespil ved byens rådhus. Senere besøger han Lollands højeste punkt i form af en menneskelavet bakke på 62 meter, og han besøger også Nysted Middelalderkongres. I sin søgen efter hvad de unge i Nysted laver, kommer Jan Gintberg frem til motorcrosskørsel og til slut besøger han et band i form af pensionister ved navn Gnisten. |
| 4           | 4           | 24. marts 2011 | Nexø på Bornholm                             | Gintberg er taget til Nexø på Bornholm. Her besøgte han først Martin Andersen Nexøs hus og statue. Derefter besøgte han en sennepsfabrik, som laver ægte bornholmsk sennep. Gintberg forsøgte at få den hemmelige opskrift. Rokkestenen fik derefter et besøg. Derefter talte han med årets fiskerlærling 2008. Han besøgte han det kristne skatercenter, og gjorde selv et forsøg på et skateboard. Han var med til det efterfølgende andagt. Den tidligere politiker og landbrugsminister Niels Anker Kofoed, hvor han fik en sildemad. Sammen kørte de en tur i Ankers bil. Jan besøgte en af Bornholms mest provokerende kunstner Sunny Asemota, som maler på alt. Han har malet fire busser med hver deres motiv; en tigermisbus, en bus med konger på, den tredje bus med blomster.                                                                                        |
| 5           | 5           | 31. marts 2011 | Rudkøbing                                    | I Langelands største by Rudkøbing besøgte Gintberg først en statue af H.C. Ørsted, opfinderen af elektromagnetisme. Langelands næststørste turistattraktion Langelandsfortet fik derefter et besøg af Gintberg, som får cirka 33.000 besøgende om året. Herefter undersøger han "krigen" mellem Sydlangeland og Nordlangeland. Herefter er han til zumba sammen med 60 kvinder og én anden mand, Kurt. I udkanten af Rudkøbing er Gintberg på besøg hos Danmarks ældste kommunistiske partiforening, som styres af formanden Bent Hansen. Partiet havde 3 aktive medlemmer. Derefter besøger han Tanja, som laver tasker ud af gamle gummislanger. De unge i byen bliver undervist i rap og lyrik, som også får et besøg af Gintberg. Han besøgte en mand ved navn Bendt Skov, som har lavet en kiste af papir og vand. Gintberg er med på testkørsel i af kisten i en rustvogn. |
| 6           | 6           | 7. april 2011  | Thyborøn                                     | I Thyborøn er Jan Gintberg første på besøg hos en lokal iværksætter Michael, som har lavet en restaurant under en fiskekutter, som er vendt på hovedet. Derefter besøgte han en byggeplads, som var ved at bygge en ny kirke op. Den gamle kirketårn stod der endnu. Harboøre og Thyborøn er ærkerivaler, så det får Gintberg også lige undersøgt. Sneglehuset, hvis facade er dækket af konkylier og sneglehuse, får også lige et besøg. Gintberg får besøgt Flyvsi, som er temperaturmåler hos TV 2. I et kryds står en kunstværk af Agnethe og Havmanden, som også lige for et besøg. Derefter besøger Gintberg Bovbjerg Fyr, hvor han møder med fyrmosteren Lene Christiansen. Han får en rundvisning på fyret. |

### Sæson 2
| Nr. i serie | nr. i sæson | Sendedato          | Sted                   | Beskrivelse |
| ----------- | ----------- | ------------------ | ---------------------- | ----------- |
| 7           | 1           | 1. september 2011  | Læsø                   |             |
| 8           | 2           | 8. september 2011  | Hundested              |             |
| 9           | 3           | 15. september 2011 | Christiania            |             |
| 10          | 4           | 22. september 2011 | Tarm                   |             |
| 11          | 5           | 29. september 2011 | Nuuk på Grønland       |             |
| 12          | 6           | 6. oktober 2011    | Mors                   |             |
| 13          | 7           | 13. oktober 2011   | Bogense                |             |
| 14          | 8           | 20. oktober 2011   | Gellerupparken i Århus |             |
| 15          | 9           | 27. oktober 2011   | Nordborg               |             |
| 16          | 10          | 3. november 2011   | Thorshavn på Færøerne´ |             |

### Sæson 3
| Nr. i serie | nr. i sæson | Sendedato | Sted              | Beskrivelse |
| ----------- | ----------- | --------- | ----------------- | ----------- |
| 17          | 1           |           | Rigshospitalet    |             |
| 18          | 2           |           | Århus Universitet |             |
| 19          | 3           |           | Forsvaret         |             |
| 20          | 4           |           | Nationalmuseet    |             |
| 21          | 5           |           | Post Danmark      |             |
| 22          | 6           |           | EU                |             |
| 23          | 7           |           | Kommunen          |             |

### Sæson 4
| Nr. i serie | nr. i sæson | Sendedato      | Sted                 | Beskrivelse                                                       |
| ----------- | ----------- | -------------- | -------------------- | ----------------------------------------------------------------- |
| 24          | 1           | 27. marts 2014 | Folkekirken          |                                                                   |
| 25          | 2           | 3. april 2014  | DSB                  |                                                                   |
| 26          | 3           | 10. april 2014 | Christiansborg       |                                                                   |
| 27          | 4           | 24. april 2014 | Det Kongelige Teater |                                                                   |
| 28          | 5           | 1. maj 2014    | Fagforeningen        |                                                                   |
| 29          | 6           | 8. maj 2014    | Pressen              |                                                                   |
| 30          | 7           | 15. maj 2014   | Danida               | Jan Gintberg rejser til Tanzania, for at se på Danidas projekter. |

### Sæson 5
| Nr. i serie | nr. i sæson | Sendedato          | Sted        | Beskrivelse |
| ----------- | ----------- | ------------------ | ----------- | ----------- |
| 31          | 1           | 27. august 2015    | Gug         |             |
| 32          | 2           | 3. september 2015  | Rødovre     |             |
| 33          | 3           | 10. september 2015 | Viby J      |             |
| 34          | 4           | 17. september 2015 | Snejbjerg   |             |
| 35          | 5           | 24. september 2015 | Bolbro      |             |
| 36          | 6           | 1. oktober 2015    | Klampenborg |             |
| 37          | 7           | 8. oktober 2015    | Fuengirola  |             |

### Specielle episoder
| Sendedato        | Sted       | Beskrivelse |
| ---------------- | ---------- | --- |
| 14. oktober 2014 | Sydslesvig | I anledning af 150 året for slaget ved Dybbøl besøger Jan Gintberg det danske mindretal syd for den dansk tyske grænse. Han besøger Sydslesvigsk Forening, hvor han taler med generalsekretæren Jens A. Christiansen. Efterfølgende beøger han en danske skole, hvor der er første skoledag for nye 1.klasser, som har schultüte med. Derefter besøger han landmanden Andreas, som bor lige op til grænsen mellem Danmark og Tyskland. De ser på grænsen, hvor der tidligere var en bom og en tolder mellem de to lande. Jan ridser historien op omkring slaget ved Dybbøl. Han besøger museet om 1864, hvor historiefortælleren fortæller om slaget blandt andet soldaternes beklædning og preussernes militærorkester. Efter nederlaget framavles der en dansk protestsvin som har de røde og hvide farver. Jan besøger Karl Otto Meyer, som var politisk aktiv i Sydslesvigsk Vælgerforening. Sammen besøger de museet på Dannevirke, for at se voksfiguren af Karl Otto Meyer. |
| 31. marts 2015   | DR         | En udsendelse lavet i andledningen af Danmarks Radios 90 års jubilæum. |

## Priser og nomineringer
Ved TV Prisen i 2011 modtog Gintberg på Kanten Seerprisen.
I 2012 vandt Jan Gintberg TV Prisen som ’Bedste mandlige tv-vært’ for Gintberg på Kanten.
I 2014 blev Gintberg på Kanten nomineret til TV Prisen i kategorien 'Bedste Factual Entertainment' for episoden om Folkekirken, fra sæson 4.